# AN/SQS-23
AN/SQS-23は、アメリカ合衆国のサンガモ社が開発した軍用ソナー。5キロヘルツ級の低周波を使用し、また捜索と攻撃用精密追尾の両機能を有するマルチモード・ソナーである。

## 概要
1950年代末、アメリカ海軍では、新世代の対潜兵器としてアスロック対潜ミサイルの開発を進めていた。これは最大射程10,000ヤード (9.1 km)と、従来の対潜前投兵器を凌駕する長射程を備えていたが、一方、当時最新のソナーであったAN/SQS-4でも探知距離4,600メートル級であり、より長距離で目標を捜索・捕捉できるソナーが必要とされた。これに応じて、AN/SQS-29（AN/SQS-4 mod.1改良型、8キロヘルツ級）を発展させるかたちで開発されたのが本機である。
低周波化のため、本機では直径100インチ（約2.5メートル）と大型のTR-208送振機を採用している。AN/SQS-4では直径1.5メートルであったことから、これはかなりの大型化であった。マルチモード・ソナーとして、本機には下記の4つの動作モードがあった。
- 捜索-RDT[脚注 1]
- 捜索-解析（長パルス長SDTを使用）[脚注 2]
- 攻撃-RDT
- 攻撃-SDT

原型機のAN/SQS-23は5 kHzの単一周波数であったが、-23Aでは、複数艦の同時運用を想定して、発振周波数を5 kHzを中心に3段階に切り替えられる（4.5/5.0/5.5 kHz）ようにしている。また初期のスキャニング・ソナーでは、近距離の目標に対して俯角を取れなかったために、攻撃用のサーチライト・ソナーを併載する必要があったが、本機では発振ビームの垂直面での角度変更に対応することで、近距離探知性能を向上している。また、整備用のテスト回路の組み込みや、停泊時訓練用の擬似目標発生装置との連接など、整備・訓練面の機能も向上した。
本機は、TRAMと称される連続的な改良を受けており、複数のバージョンが存在する。また後には、ソリッドステート化するとともにパッシブ戦対応能力を増強したものとして、AN/SQQ-23 PAIR（Performance And Integration Refit）が開発された。最初に開発されたAN/SQQ-23Aは、パッシブ戦用の2つめのソナードームを有しており、1971年度より試験に入り、1973年より就役した。またその後、ソナードームを1つとしたAN/SQQ-23Bも開発された。
しかしソ連海軍潜水艦戦力の拡充もあり、本機実用化の5年後には、より大型でより低周波を使用できるAN/SQS-26が開発され、新造艦への搭載はこちらに切り替えられた。ただしAN/SQS-4など旧式機との換装には、本機が引き続き用いられた。また日本の海上自衛隊においては、第2次防衛力整備計画初期の護衛艦で本機が導入されたのち、昭和40年度計画艦以降では、その技術資料も参考に国産開発していた66式探信儀OQS-3に切り替えられた。

### 搭載艦
アメリカ海軍
- 航空母艦
  - キティホーク級航空母艦「アメリカ」（後日撤去）
  - エセックス級対潜空母
- DL/DLG/CG/CGN
  - 嚮導駆逐艦「ノーフォーク」（後日装備）
  - ミッチャー級駆逐艦（後日装備）
  - ファラガット級ミサイル駆逐艦
  - オールバニ級ミサイル巡洋艦
  - 原子力ミサイル巡洋艦「ロングビーチ」
  - リーヒ級ミサイル巡洋艦
  - 原子力ミサイル巡洋艦「ベインブリッジ」
- DE/DD/DDG
  - アレン・M・サムナー級駆逐艦（FRAM改修艦が後日装備）
  - ギアリング級駆逐艦（FRAM改修艦が後日装備）
  - ディーレイ級護衛駆逐艦（後日装備）
  - フォレスト・シャーマン級駆逐艦（後日装備）
  - チャールズ・F・アダムズ級ミサイル駆逐艦

 オーストラリア海軍
- パース級駆逐艦

 ドイツ海軍
- リュッチェンス級駆逐艦（後日DSQS-21に換装）

 イタリア海軍
- インパヴィド級駆逐艦
- ヘリコプター巡洋艦「ヴィットリオ・ヴェネト」

 海上自衛隊
- ミサイル護衛艦「あまつかぜ」（後日装備）
- やまぐも型護衛艦（前期型のみ）
- たかつき型護衛艦（前期型のみ）